# Gaya (huyện)
Huyện Gaya là một huyện thuộc bang Bihar, Ấn Độ. Thủ phủ huyện Gaya đóng ở Gaya. Huyện Gaya có diện tích 4978 ki lô mét vuông. Đến thời điểm năm 2001, huyện Gaya có dân số 3464983 người.